# Isaac da Costa

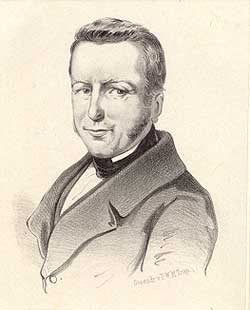
Isaac da Costa

Isaac da Costa, född 14 januari 1798, död 28 april 1860, var en nederländsk poet.
Isaac da Costa var sefardisk jude, lät döpa sig 1822 och blev en lidelsefull förkämpe för kristendomen. Hans andlige fader var Willem Bilderdijk. Da Costa utgav 1823 sin stridsskrift, Bezwaren tegen den geest der eeuw. Bland hans lyriska arbeten märks Feestliederen (1828) och Hagar (1855).